# 菅野莉央
菅野 莉央（かんの りお、1993年9月25日 - ）は、日本の女優、タレント、元子役。
埼玉県出身。アミューズ所属。法政大学人間環境学部卒業。

## 略歴
- 2歳の頃に、セントラルグループ・セントラル子供タレントに所属。
- 1997年、テレビドラマ『校長が変われば学校も変わる』でデビュー。
- 2002年、『仄暗い水の底から』で映画初出演。主演・黒木瞳の娘役を演じる。
- 2007年、アミューズに移籍。
- 2016年3月、法政大学 人間環境学部 人間環境学科を卒業。

## 人物
- 趣味は読書、特技は水泳。
- 同事務所に所属の俳優の神木隆之介とは同年齢で、セントラルグループへの所属も同期だった。

## 出演

### テレビドラマ
- 校長が変われば学校も変わる（1997年12月28日、TBS）
  - 校長が変われば学校も変わる2（1998年12月28日）
- 世にも奇妙な物語 秋の特別編「和服の少女」（1999年9月27日、フジテレビ） - 謎の少女（和服の少女） 役
- 青い鳥症候群（1999年10月16日 - 12月11日、テレビ朝日）
- 隣人は秘かに笑う 第8話（1999年12月1日、日本テレビ）
- ワンダフル恐怖ストーリー040「遠い約束」前編・後編（2000年5月31日・6月1日、TBS）
- 愛をください 第1話 - 第4話（2000年7月5日 - 26日、フジテレビ）
- 内田春菊の連続女優殺人事件 第2話（2001年1月18日、日本テレビ）
- スタアの恋 第4話（2001年11月1日、フジテレビ） - 小金井千花 役
- 天使の歌声〜小児病棟の奇跡〜（2002年8月9日、フジテレビ） - 小笠原より子（少女期） 役
- 優香座シネマ「クリスマスの約束」（2002年12月23日、テレビ朝日）
- 14ヶ月〜妻が子供に還っていく 第6話 - 最終話（2003年8月11日 - 9月8日、読売テレビ） - 五十嵐裕子（少女期） 役
- 奥さまA〜彼女はバツイチ、3人の子持ち、そして魔女〜（2003年11月25日、名古屋テレビ）
- BUNNY-ジョゼと虎と魚たち another story-（2004年3月28日、関西テレビ） - ジョゼ（幼少期） 役
- ほんとにあった怖い話 第2シリーズ「亡者の演奏」（2004年10月11日、フジテレビ） - 主演・園田奈津美 役
- 連続テレビ小説（NHK） 
  - 風のハルカ 第1話 - 第96話（2005年10月3日 - 2006年1月27日） - 木内奈々枝（幼少期） 役
  - とと姉ちゃん（2016年5月27日 - 6月18日） - 鳥巣商事タイピスト 役
- 西遊記 第9話（2006年3月6日、フジテレビ） - 翠香 役
- 白虎隊（2007年1月6日 - 7日、テレビ朝日） - 西郷瀑布子 役
- 轟轟戦隊ボウケンジャー 第47話 - 最終話（2007年1月28日 - 2月11日、テレビ朝日） - 少女（レオナ） 役
- 大河ドラマ（NHK）
  - 風林火山 第8話・第26話・第36話（2007年2月25日・7月1日・9月9日） - 美瑠姫（少女期） 役
  - 青天を衝け 第35回 - 最終回（2021年11月14日 - 12月26日） - 大倉徳子 役[2]
  - 光る君へ 第32回 - 第41回（2024年8月25日 - 10月27日） - 左衛門の内侍 役
- 冗談じゃない!（2007年4月15日 - 6月24日、TBS） - 広瀬世恋 役
- さくら道（2009年3月17日、読売テレビ） - 佐藤未央子 役
- 仮面ライダーディケイド 第16話・第17話（2009年5月10日 - 17日、テレビ朝日） - マユ 役
- メイド刑事 第4話（2009年7月24日、テレビ朝日） - 桃花 役
- 任侠ヘルパー 第8話（2009年8月27日、フジテレビ） - 山浦千佳 役
- オトメン（乙男）〜秋〜 第3話 - 最終話（2009年10月27日 - 11月3日、フジテレビ） - 咲山入香 役
- ヤンキー君とメガネちゃん（2010年4月23日 - 6月25日、TBS） - 塩田アユミ 役
- 医龍-Team Medical Dragon-3 最終話（2010年12月16日、フジテレビ） - 高瀬恵 役
- 絶対零度〜未解決事件特命捜査〜 special（2011年7月8日、フジテレビ） - チャン・イーリン 役
- 秘密諜報員 エリカ 第9話（2011年12月1日、読売テレビ） - 土井雪絵 役
- ゴーイング マイ ホーム（2012年10月9日 - 12月18日、関西テレビ） - 若木潤 役
- 相棒 season12 第7話「目撃証言」（2013年11月27日、テレビ朝日） - 東海林美久 役
- 東京特許許可局（2014年4月7日 - 2015年3月23日、NHK Eテレ） - 田中岳子 役
- 昨夜のカレー、明日のパン 第1話（2014年10月5日、NHK BSプレミアム）
- シンデレラデート（2014年11月3日 - 12月26日、東海テレビ・フジテレビ） - 島田早紀 役
- 温泉殺人事件シリーズ3「修善寺温泉殺人事件」（2017年6月12日、TBS） - 辻堂小夜子 役
- アンナチュラル 第2話（2018年1月19日、TBS） - ミケ 役
- GIVER 復讐の贈与者 第7話（2018年8月24日、テレビ東京） - 飯野里美 役[3]
- 下町ロケット 第2シリーズ（2018年10月14日 - 12月23日、TBS） - 坂本菜々緒 役[4]
- トレース〜科捜研の男〜 第1話（2019年1月7日、フジテレビ） ‐ 五十嵐美加 役[5]
- 悪魔の手毬唄〜金田一耕助、ふたたび〜（2019年12月21日、フジテレビ） - 由良泰子 役[6]
- 警視庁・捜査一課長 season4 第13話（2020年8月13日、テレビ朝日） - 塚井麻帆 役
- 監察医 朝顔 第2シリーズ 第15話（2021年2月22日、フジテレビ） - 猿渡優香 役[7]
- ライオンのおやつ（2021年6月27日 - 8月15日、NHK BSプレミアム） - 阿久津洋子（若い頃） 役
- SUPER RICH（2021年10月14日 - 12月23日、フジテレビ） - 鮫島彩 役[8]
- クロステイル 〜探偵教室〜 第2話（2022年4月16日、東海テレビ・フジテレビ） - 上原麻里乃 役[9]
- カナカナ 第1話（2022年5月16日、NHK総合） - 鈴木さん 役[10]
- エロい彼氏が私を魅わす（2022年6月7日 - 8月9日、フジテレビ） - 清田瑠璃 役[11][注 1]
- チェイサーゲーム 第1話・第6話・第7話（2022年9月9日・10月14日・21日、テレビ東京） - 守田円花 役[12]
- PICU 小児集中治療室（2022年10月10日 - 12月19日、フジテレビ） - 河本舞 役[13]
  - PICU 小児集中治療室 スペシャル 2024（2024年4月13日、フジテレビ）[14]
- にがくてあまい（2023年4月20日 - 6月22日、東海テレビ） - 松島瑠璃 役[15]
- 犬神家の一族（2023年4月22日・29日、NHK BSプレミアム / NHK BS4K） - 犬神小夜子 役
- 褒めるひと褒められるひと（2023年6月12日 - 8月3日、NHK総合） - 上原芳美 役[16]
- うちの弁護士は手がかかる（2023年10月13日 - 12月22日、フジテレビ） - 大神楓 役[17]
- マイダイアリー 第6話・第7話（2024年12月1日・8日、朝日放送テレビ・テレビ朝日系） - 恩村優見 役[18]
- まどか26歳、研修医やってます! 第5話・第6話（2025年2月11日・18日、TBS） - 榎本とら 役[19][20]
- 問題物件 第9話・第10話（2025年3月12日・19日、フジテレビ） - 馬場亜紀 役[21]
- Dr.アシュラ 第1話（2025年4月16日、フジテレビ） - 小倉佐江 役[22]
- 波うららかに、めおと日和 第7話（2025年5月29日、フジテレビ） - 冴島久 役[23]
- 最後の鑑定人 第2話（2025年7月16日、フジテレビ） - 戸部一美 役[24]

### 映画
- 仄暗い水の底から（2002年1月19日、東宝） - 松原郁子 役
- 恋に唄えば♪（2002年11月16日、東宝）
- ジョゼと虎と魚たち（2003年12月13日、アスミック・エース） - ジョゼ（幼少期） 役
- 油断大敵（2004年1月17日、ゼアリズエンタープライズ / ケングルーヴ） - 関川美咲（幼少期） 役
- 世界の中心で、愛をさけぶ（2004年5月8日、東宝） - 藤村律子（幼少期） 役
- ハウルの動く城（2004年11月20日、東宝） - マッジ（声） 役
- いぬのえいが（2005年3月19日、ザナドゥー） - 香織（幼少期） 役
- ノロイ（2005年8月20日、ザナドゥー） - 矢野加奈 役
- いちばんきれいな水（2006年10月7日、アミューズソフトエンタテインメント / 博報堂DYメディアパートナーズ） - 谷村夏美 役
- ユメ十夜 第四夜（2007年1月27日、日活） - 日向はるか 役
- 茶々 天涯の貴妃（2007年12月22日、東映） - 茶々（幼少期） 役
- 永遠に君を愛す（2009年、自主製作） - エリナ 役
- 犬とあなたの物語 いぬのえいが（2011年1月22日、アスミック・エース） - 三浦さんの娘 役
- スイッチを押すとき（2011年9月17日、フェイス・トゥ・フェイス / リベロ） - 田原愛子 役
- 悪の教典（2012年11月10日、東宝） - 高橋柚香 役
- 生贄のジレンマ〈上〉（2013年7月13日、ジェネオン・ユニバーサル・エンターテイメント） - 紺野レイ 役[25][26]
- 闇金ドッグス2（2016年4月9日、AMGエンタテインメント）
- じんじん〜其の二〜（2017年9月2日、パイプライン）[27][28]
- ふたつの昨日と僕の未来（2018年11月7日、キャンター） - 白石絵梨 役[29]
- RUN!-3films-「ACTOR」（2019年11月2日、ムービー・アクト・プロジェクト）
- 人数の町（2020年9月4日、キノフィルムズ）
- 地獄の花園（2021年5月21日、ワーナー・ブラザース映画） - 紫織の舎弟 役
- わたし達はおとな（2022年6月10日、ラビットハウス） - 臼井 役[30]
- 女神降臨 After プロポーズ編（2025年5月1日、ソニー・ピクチャーズ エンタテインメント） - 五十嵐悠のマネージャー 役[31]
- 近畿地方のある場所について（2025年8月8日、ワーナー・ブラザース映画）

### ウェブドラマ
- 手を握る泥棒の物語（2004年2月17日 - 2005年5月31日、casTY）
- マナブ ハタラク ユメヒラク（2011年4月23日 - 7月23日、Web） - 高橋奈々 役[注 2]
- 悪の教典 -序章-（2012年10月15日 - 11月5日、BeeTV） - 高橋柚香 役[注 3]
- エロい彼氏が私を魅わす（2021年9月18日 - 11月6日、FOD） - 清田瑠璃 役[33]
- PICU〜小児集中治療室〜スピンオフ（2024年4月1日、FOD） - 河本舞 役[34]

### ラジオドラマ
- FMシアター（NHK-FM）
  - 『オアシス』（2025年4月26日） - 主演・香川夏美 役[35]

### バラエティー
- タイムショック21（2000年10月23日 - 2002年3月25日、テレビ朝日）[注 4]
- 中居正広の金スマスペシャル（2023年2月24日、TBS） - 太田光代 役[36][注 5]

### CM
- 日産自動車 携帯チャイルドシート（2000年4月 - ）
- カゴメ カゴメトマトジュース（2000年7月 - ）
- トミー ポケットモンスターおしゃべりタウン（2000年7月 - ）
- 花王 ハミング（2001年2月 - ）
- ミツカン 味ぽん（2001年8月 - ）
- イオン（2001年12月 - ）
- オリエンタルランド 東京ディズニーランド D-POP♪ Magic!（2002年2月 - ）
- やまと生命「多国籍な家族」（2002年6月 - ）
- 丸美屋食品工業 のりたま（2003年2月 - ）
- サントリー 天然水〈南アルプス〉（2003年4月 - ）
- SUZUKI ワゴンR（2003年5月 - ）
- 東京電力（2003年7月 - ）
- Panasonic 3CCD DIGICAM（2003年8月 - ）
- 九州通信ネットワーク BBIQ（2003年）
- 日本ケンタッキー・フライド・チキン（2004年7月 - ）
- NTT docomo ドコモショップ（2007年8月 - ）
- 中央カレッジグループイメージキャラクター（2011年）
- TOYOTA PLUG-IN Championship（2012年10月 - ）
- JR東海 tokyo bookmark（2014年2月 - ）
- アイリスオーヤマ
- 西武鉄道「ちょっと秩父女子旅 3つの楽しみかた篇」（2023年9月 - ）[37]